# Klinkenberg (Jarmen)

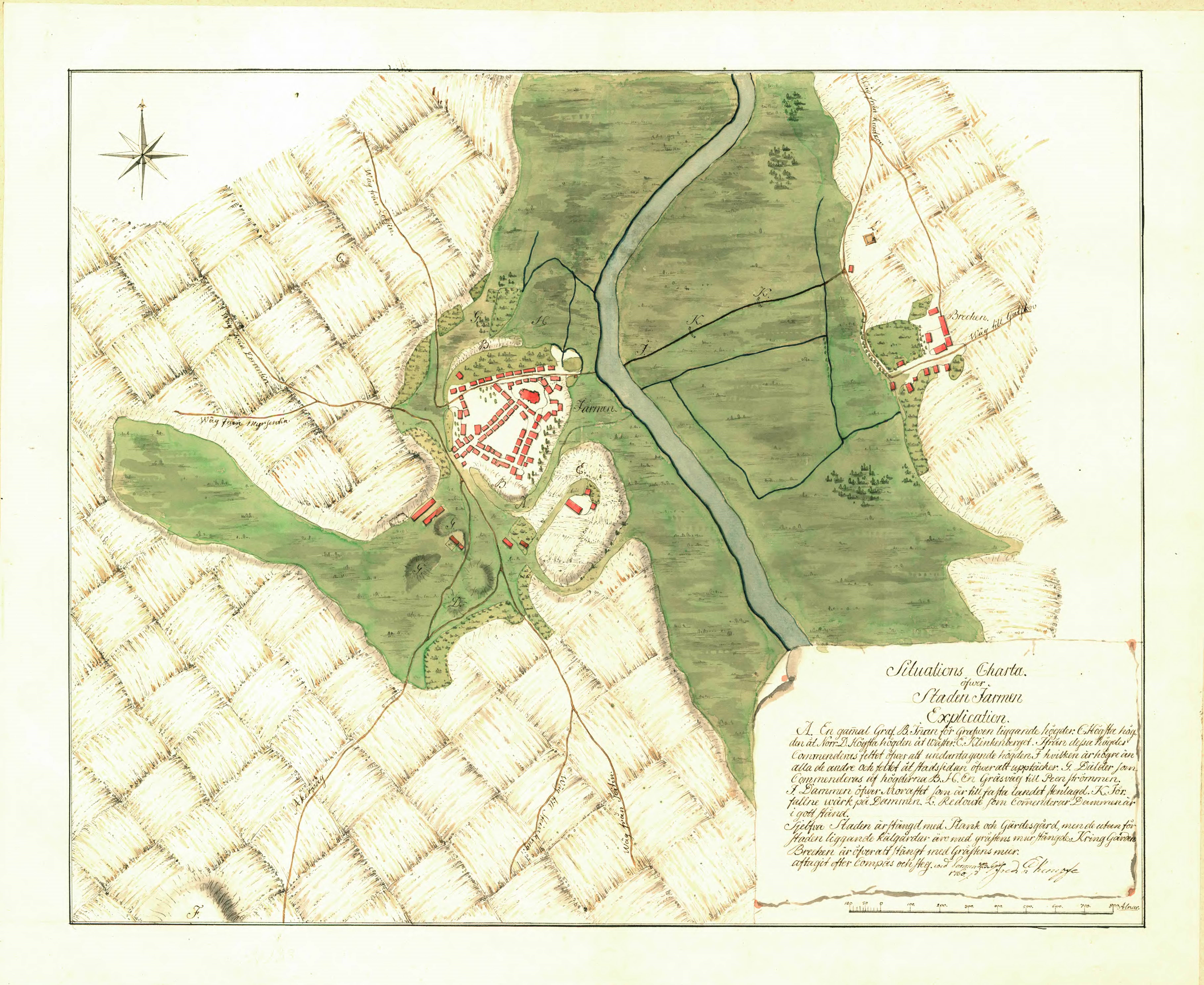
Vorwerk Klinkenberg auf einer schwedischen Karte von 1760 südöstlich von Jarmen

Klinkenberg 1880

Klinkenberg ist ein historischer Ortsteil der Stadt Jarmen im Landkreis Vorpommern-Greifswald, Mecklenburg-Vorpommern. Das frühere Dorf befindet sich rund 400 m südöstlich des Jarmener Stadtkerns, von der Stadt durch den Rest des ehemaligen Wallgrabens getrennt, und ist durch die Straßennamen Klinkenberg und Burgstraße zu lokalisieren.

## Geschichte
Klinkenberg wurde wahrscheinlich im 16. Jahrhundert Lehensbesitz der adligen Familie Podewils, die seit Anfang des Jahrhunderts zu umfangreichen Grundbesitz um Demmin und Jarmen gekommen war. 1712 verkaufte Joachim von Podewils Klinkenberg sowie die Güter Barkow, Leussin, Zarrenthin und Kruckow mit dem Lehnsrecht für 10.000 Taler an den Commissarius Franz von Glasenapp. Dessen Sohn Peter von Glasenapp erhielt 1739 nach einem Erbvergleich mit seinen Brüdern für 14.900 Taler die Belehnung mit Zarrenthin, Leussin und dem Vorwerk Klinkenberg. Ihm folgte 1787 seine Nichte Magdalena Charlotte Friederike (1744–1822), die Witwe des Generalmajors Carl Franz Freiherr von Sobeck (1721–1778), in Besitz und Nießbrauch dieser drei Güter auf Lebenszeit. Zugleich wurde ihrem Sohn, dem Kammerherrn Peter Franz Heinrich Ernst von Sobeck, vom preußischen König die Lehnsanwartschaft an diesen und weiteren Gütern verliehen.
Bis in die 1820er Jahre befanden sich in Klinkenberg nur zwei Wohnhäuser (Feuerstellen). Da die Ackerflächen von Stadt und Gut durcheinander lagen, wurde 1821 eine Separation zwischen Klinkenberg und der Stadt Jarmen durchgeführt, in deren Verlauf die Bauern aus dem Zarrenthiner Nebengut Leussin nach hier umgesiedelt wurden. Aus dem Vorwerk wurde damit ein ritterschaftliches Bauerndorf mit 16 Feuerstellen. Bis zur Separation waren Verstorbene aus Klinkenberg auf dem Jarmener Friedhof bestattet worden, nach der Teilung verweigerte die Stadt jedoch deren Beisetzung. In Klinkenberg musste deshalb ein eigener Friedhof angelegt werden. Der Friedhof lag nach dem Messtischblatt von 1880 (Preußische Neuaufnahme) westlich gegenüber der heutigen Tankstelle.
1865 hatte Klinkenberg 118 Einwohner. 15 Besitzer teilten sich die Feldmark mit 382 Morgen, das sind rund 98 ha, davon sind 264 Morgen Ackerland, 115 Morgen Koppeln und Wiesen, der Rest waren die Flächen des Dorfes. Laut Messtischblatt von 1880 und PUM 1835 gab es im Umfeld von Klinkenberg 3 Windmühlen, wobei die älteste dort bereits vor 1835 vorhanden war und vor 1880 verschwand. Es ist aber nicht belegt, ob sie zu Jarmen oder zu Klinkenberg gehörten, da die Gemarkungsgrenzen nicht genau feststehen.
1895 hatte der Ort 154 Einwohner. Um 1900 wurde Klinkenberg in die Stadt Jarmen eingemeindet.
1967 wurde die Fernverkehrsstraße 96 (seit 2006: Landesstraße 35) aus dem Jarmener Stadtzentrum nach Klinkenberg verlegt und über die neu errichtete Peenebrücke Jarmen geführt. Dabei wurden der frühere Klinkenberger Friedhof und das am nördlichen Ende der Burgstraße gelegene ältere Gehöft angeschnitten. Rund 200 m östlich von Klinkenberg verläuft seit 2001 die Bundesautobahn 20.